# Copa da França de Futebol de 2017–18
A Copa da França de Futebol de 2017–18 foi a 101ª edição dessa competição francesa de futebol organizada pela FFF.

## Fases iniciais

### Eliminatórias regionais
Todos os clubes que não disputem as primeiras divisões do futebol francês (incluindo times dos departamentos de ultramar) e que entram na Copa da França tem que passar pelas eliminatórias regionais em todo o país, que abrangem as 6 primeiras fases do torneio. Os clubes classificados nessas eliminatórias avançam para a 7ª rodada.

## Fase final

### Fase de 32-avos
| Equipe 1               | Resultado     | Equipe 2                   |
| ---------------------- | ------------- | -------------------------- |
| Avallon                | 0–2           | Chambly                    |
| Fabrègues              | 1–2 (pro)     | Bourg-en-Bresse            |
| Schiltigheim           | 1–5           | Auxerre                    |
| Le Mans                | 2–4           | Lille                      |
| Chartres               | 1–2           | Tours                      |
| Pontarlier             | 1–1 (2–4 pen) | Montpellier                |
| Saint-Lô Manche        | 2–2 (3–2 pen) | Aubervilliers              |
| Houilles               | 0–3           | Concarneau                 |
| Saint-Malo             | 1–2           | Châteauroux                |
| Toulouse               | 1–0           | Nice                       |
| Gazélec Ajaccio        | 1–2           | Grenoble Foot 38           |
| Colomiers              | 1–1 (4–2 pen) | Le Puy Foot                |
| Yzeure                 | 2–5           | Monaco                     |
| Canet Roussillon       | 3–0           | Sud Nivernais Imphy Decize |
| Angoulême              | 1–2 (pro)     | Les Herbiers               |
| Guingamp               | 1–0           | Chamois Niortais           |
| Hazebrouckois          | 0–2           | Caen                       |
| Nancy                  | 2–3           | Lyon                       |
| Saint-Étienne          | 2–0           | Nîmes                      |
| Granville              | 2–1 (pro)     | Bordeaux                   |
| Strasbourg             | 3–2 (pro)     | Dijon                      |
| Olympique de Marseille | 1–0 (pro)     | Valenciennes               |
| Angers                 | 0–2           | Lorient                    |
| Still 1930             | 0–1           | Troyes                     |
| Sochaux                | 6–0           | Amiens                     |
| Senlis                 | 0–4           | Nantes                     |
| Fleury 91              | 0–1           | Biesheim                   |
| Dunkerque              | 2–4           | Metz                       |
| Vannes                 | 1–1 (3–5 pen) | Stade Briochin             |
| Entente                | 1–2           | Épinal                     |
| Rennes                 | 1–6           | Paris Saint-Germain        |
| Lens                   | 3–2           | Boulogne                   |

### Fase de 16-avos
| Equipe 1            | Resultado     | Equipe 2               |
| ------------------- | ------------- | ---------------------- |
| Châteauroux         | 1–1 (3–4 pen) | Chambly                |
| Nantes              | 3–4           | Auxerre                |
| Stade Briochin      | 0–1           | Lens                   |
| Montpellier         | 4–3           | Lorient                |
| Strasbourg          | 2–1           | Lille                  |
| Biesheim            | 2–2 (0–3 pen) | Grenoble               |
| Troyes              | 1–1 (3–2 pen) | Saint-Étienne          |
| Saint-Lô Manche     | 1–2           | Les Herbiers           |
| Bourg-en-Bresse     | 2–0           | Toulouse               |
| Paris Saint-Germain | 4–2           | Guingamp               |
| Canet Roussillon    | 1–1 (3–4 pen) | Caen                   |
| Monaco              | 2–3           | Lyon                   |
| Granvillaise        | 3–2 (pro)     | Concarneau             |
| Tours               | 0–0 (1–2 pen) | Metz                   |
| Colomiers           | 1–2           | Sochaux                |
| SAS Épinal          | 0–2           | Olympique de Marseille |

### Oitavas de final
| Equipe 1        | Resultado     | Equipe 2               |
| --------------- | ------------- | ---------------------- |
| Metz            | 2–2 (2–3 pen) | Caen                   |
| Montpellier     | 1–2           | Lyon                   |
| Bourg-en-Bresse | 0–9           | Olympique de Marseille |
| Sochaux         | 1–4           | Paris Saint-Germain    |
| Lens            | 1–0           | Troyes                 |
| Chambly         | 1–0           | Granville              |
| Auxerre         | 0–3           | Les Herbiers           |
| Grenoble        | 0–3           | Strasbourg             |

### Quartas de final
| Equipe 1            | Resultado     | Equipe 2               |
| ------------------- | ------------- | ---------------------- |
| Chambly             | 1–0           | Strasbourg             |
| Paris Saint-Germain | 3–0           | Olympique de Marseille |
| Les Herbiers        | 0–0 (4–2 pen) | Lens                   |
| Caen                | 1–0           | Lyon                   |

### Semifinais
| Equipe 1     | Resultado | Equipe 2            |
| ------------ | --------- | ------------------- |
| Les Herbiers | 2–0       | Chambly             |
| Caen         | 1–3       | Paris Saint-Germain |

### Final
| Equipe 1     | Resultado | Equipe 2            |
| ------------ | --------- | ------------------- |
| Les Herbiers | 0–2       | Paris Saint-Germain |

## Premiação
| Copa da França de Futebol de 2017–18     |
| Paris Saint-Germain                      |
| ---------------------------------------- |
| PARIS SAINT-GERMAIN Campeão (12º título) |